# Charles Fasel
Charles Fasel, född 21 maj 1898, död 10 januari 1984, var en schweizisk ishockeyspelare.
Fasel blev olympisk bronsmedaljör i ishockey vid vinterspelen 1928 i Sankt Moritz.